# Dorfkirche Battaune

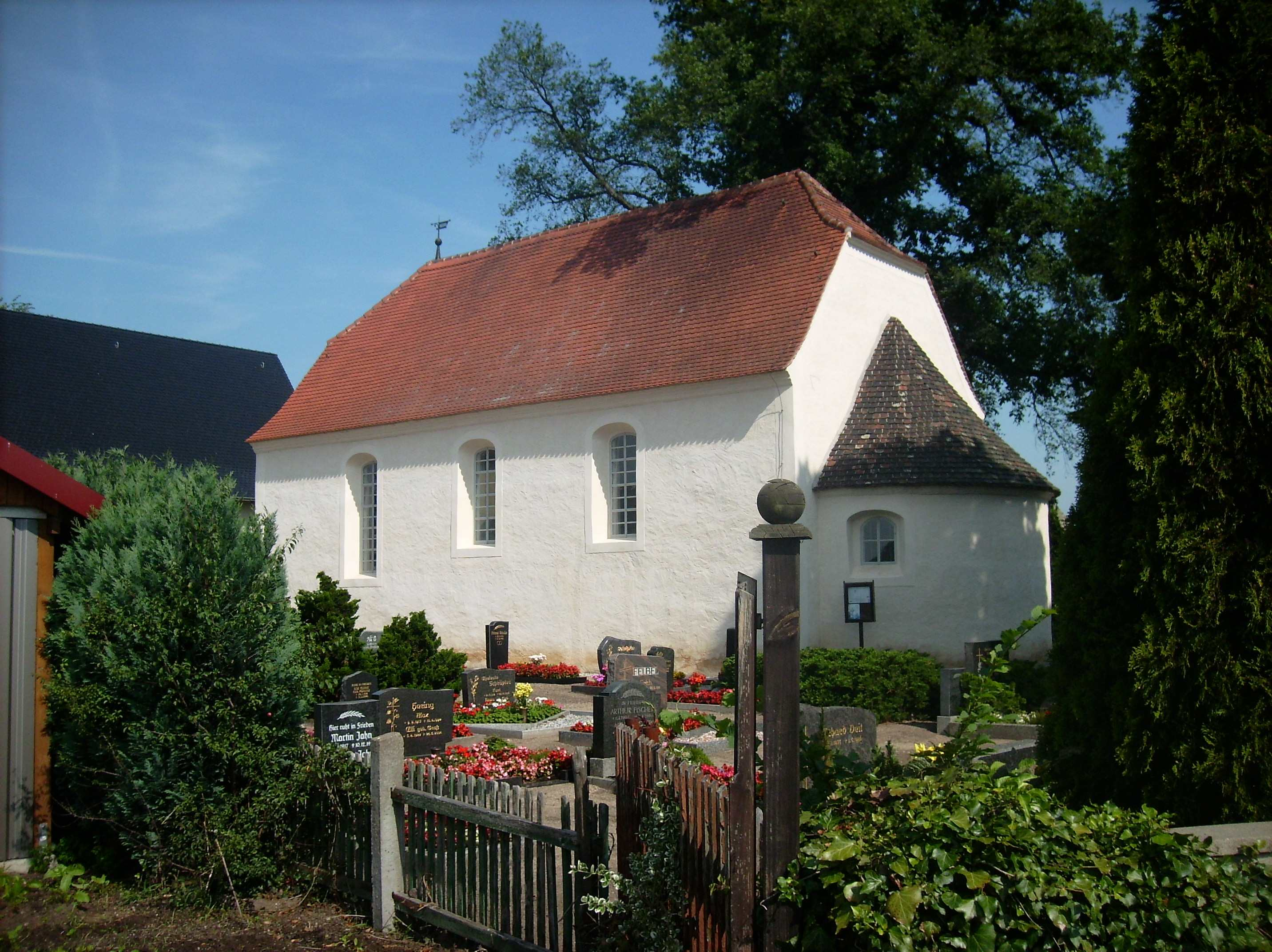
Dorfkirche Battaune

Die evangelische Dorfkirche Battaune ist eine turmlose romanische Saalkirche im Ortsteil Battaune von Doberschütz im Landkreis Nordsachsen in Sachsen. Sie gehört zum Pfarrbereich Sprotta im Kirchenkreis Torgau-Delitzsch der Evangelischen Kirche in Mitteldeutschland und kann in der Regel nicht besichtigt werden.

## Geschichte und Architektur
Die schlichte romanische Saalkirche ist besonders durch ihre sorgfältig ausgeführte Ausmalung beachtenswert, die vermutlich im Kern um das Jahr 1200 geschaffen wurde. Eine Erweiterung des Saales erfolgte zum Ende des 15. Jahrhunderts, zu Beginn des 19. Jahrhunderts wurden die Fenster vergrößert. Die Wandmalereien wurden seit 1997 freigelegt.
Das turmlose Bauwerk ist mit Apsis und Krüppelwalmdach versehen. Der romanische Teil besteht aus Raseneisenstein, die Erweiterungen nach Westen wurden in Bruchstein und Backstein ausgeführt. Auf der Nord- und der Südseite sind (heute vermauerte) Rundbogenportale und  Rundbogenfenster eingelassen, in der Apsis fünf romanische Fenster, von denen drei erweitert und zwei vermauert wurden.
Im Innern ist das Bauwerk flach gedeckt; schlichte Emporen sind an drei Seiten eingebaut, an der Nord- und Südseite einfache Logen aus der Zeit um 1700. Unter der spätgotischen Raumfassung mit Weihekreuzen  sind in der Apsis und an die südliche Saalwand ungewöhnlich gut erhaltene Wandmalereien in feinem Zackenstil nachgewiesen. Sie zeigen in der Apsis die Maiestas Domini  mit Evangelistensymbolen und vermutlich eine erweiterte Deesis, darunter Propheten und Vorhangmalerei. An den Eckpunkten des Apsis steht je ein Atlant. An der östlichen Saalwand sind der Erzengel Michael und die Kreuzigung dargestellt.

## Ausstattung
Das Hauptstück der Ausstattung ist ein spätgotischer Schnitzaltar aus der Zeit um 1500, der in den Jahren 1996/97 restauriert wurde. Er zeigt in der Predella eine gemalte Darstellung des Schweißtuches der Veronika; im Schrein eine Mondsichelmadonna mit den Heiligen Martin und Nikolaus zu beiden Seiten.  Auf den Flügeln sind je vier Heilige dargestellt, deren Attribute teils nicht mehr original sind, weshalb die Datierung unklar ist. Links sind ein Heiliger mit Axt und  Katharina sowie Cyriakus und Ursula, rechts sind Dorothea und Rochus sowie Barbara und Petrus zu sehen. Vom Gesprenge mit fünf Heiligen sind nur vier Fialen und ein kleines Kruzifix über dem Schrein erhalten. Der oktogonale Taufstein aus dem 17. Jahrhundert zeigt eine zinnerne Taufschale mit der Jahreszahl 1653. Die kleine Orgel mit neugotischem Prospekt und freistehendem Spieltisch ist ein Werk aus der Zeit um 1840 vermutlich von Ludwig Weineck oder Nicolaus Schrickel.